# Joyce Barclay
Pour les articles homonymes, voir Barclay.
Ne pas confondre avec Catherine Barclay-Reitz
Joyce Barclay successivement épouse Williams, Hume, Engelfield, Sacerdote et Bennett  (née le 22 juillet 1944) est une joueuse de tennis britannique. 
Elle a joué sur le circuit professionnel au début des années 1970.
Joyce Barclay a fait partie de l'équipe britannique finaliste lors de l'édition 1972 de la Coupe de la Fédération.

## Palmarès (partiel)

### Titre en simple dames
| No | Date       | Nom et lieu du tournoi                     | Catégorie | Surface      | Finaliste   | Score    |          |
| -- | ---------- | ------------------------------------------ | --------- | ------------ | ----------- | -------- | -------- |
| 1  | 29-05-1972 | Rothmans Surrey GC Championships, Surbiton |           | Gazon (ext.) | Patti Hogan | 6-4, 6-3 | Parcours |

### Finales en simple dames
| No | Date       | Nom et lieu du tournoi                              | Catégorie | Surface      | Vainqueure         | Score         |          |
| -- | ---------- | --------------------------------------------------- | --------- | ------------ | ------------------ | ------------- | -------- |
| 1  | 01-06-1970 | Chichester International, Chichester                |           | Gazon (ext.) | Ann Haydon-Jones   | 6-4, 6-4      |          |
| 2  | 26-04-1971 | Rothmans Sutton Hard Court Championships, Sutton    |           | Terre (ext.) | Evonne Goolagong   | 7-5, 2-6, 6-3 | Parcours |
| 3  | 24-05-1971 | Rothmans Surrey GC Championships, Surbiton          |           | Gazon (ext.) | Judy Tegart-Dalton | 9-8, 6-2      |          |
| 4  | 15-05-1972 | Rothmans Surrey Hard Court Championships, Guildford |           | Terre (ext.) | Evonne Goolagong   | 7-5, 6-2      | Parcours |

### Titres en double dames
| No | Date       | Nom et lieu du tournoi                          | Catégorie | Surface      | Partenaire           | Finalistes                        | Score         |          |
| -- | ---------- | ----------------------------------------------- | --------- | ------------ | -------------------- | --------------------------------- | ------------- | -------- |
| 1  | 14-07-1969 | Rothmans North of England Champ's Hoylake       |           | Gazon (ext.) | Virginia Wade        | Christine Janes Nell Truman       | 6-3, 6-4      | Parcours |
| 2  | 20-04-1970 | Rothmans Sutton Hard Court Championships Sutton |           | Terre (ext.) | Margaret Smith Court | Patricia Edwards Evonne Goolagong | 6-2, 6-1      | Parcours |
| 3  | 25-05-1970 | Rothmans Surrey GC Championships Surbiton       |           | Gazon (ext.) | Ann Haydon-Jones     | Kerry Melville Corinne Molesworth | 3-6, 6-3, 6-2 | Parcours |
| 4  | 26-04-1971 | Rothmans Sutton Hard Court Championships Sutton |           | Terre (ext.) | Evonne Goolagong     | Shirley Bloomer Jill Cooper       | 6-4, 6-3      | Parcours |

### Finales en double dames
| No | Date       | Nom et lieu du tournoi                             | Catégorie | Dotation | Surface         | Vainqueures                      | Partenaire          | Score         |          |
| -- | ---------- | -------------------------------------------------- | --------- | -------- | --------------- | -------------------------------- | ------------------- | ------------- | -------- |
| 1  | 27-05-1968 | Surrey Grass Court Championships Surbiton          |           | NC       | Gazon (ext.)    | Robin Blakelock Judy Tegart      | Winnie Shaw         | 10-8, 6-3     | Parcours |
| 2  | 18-08-1968 | US Amateur Championships Chestnut Hill             |           | NC       | Gazon (ext.)    | Maria Bueno Margaret Smith Court | Virginia Wade       | 6-3, 7-5      | Parcours |
| 3  | 26-05-1969 | Surrey Grass Court Championships Surbiton          |           | NC       | Gazon (ext.)    | Judy Tegart Winnie Shaw          | Betty Stöve         | 6-4, 7-5      | Parcours |
| 4  | 21-10-1969 | Dewar Cup of Stalybridge Stalybridge               | Dewar Cup | NC       | Dur (int.)      | Ann Haydon-Jones Virginia Wade   | Annette Van Zyl     | 6-3, 6-3      | Parcours |
| 5  | 13-11-1969 | Dewar Cup Final Londres                            | Dewar Cup | NC       | Moquette (int.) | Ann Haydon-Jones Virginia Wade   | Annette Van Zyl     | 7-5, 3-6, 6-2 | Parcours |
| 6  | 12-11-1970 | Dewar Cup Final Londres                            | Dewar Cup | NC       | Moquette (int.) | Ann Haydon-Jones Virginia Wade   | Winnie Shaw         | 1-6, 7-6, 7-6 | Parcours |
| 7  | 27-03-1972 | South African Breweries Open Johannesburg          |           | 15 000 $ | Dur (ext.)      | Evonne Goolagong Helen Gourlay   | Winnie Shaw         | 6-4, 6-4      | Parcours |
| 8  | 15-05-1972 | Rothmans Surrey Hard Court Championships Guildford |           | NC       | Terre (ext.)    | Evonne Goolagong Helen Gourlay   | Winnie Shaw         | 6-2, 6-1      | Parcours |
| 9  | 28-10-1974 | Dewar Cup of Cardiff Cardiff                       | Dewar Cup | NC       | Moquette (int.) | Lesley Charles Sue Mappin        | Jackie Fayter-Hough | 3-6, 6-2, 6-2 | Parcours |

### Titre en double mixte
| No | Date       | Nom et lieu du tournoi                          | Catégorie | Surface      | Partenaire  | Finalistes                 | Score         |          |
| -- | ---------- | ----------------------------------------------- | --------- | ------------ | ----------- | -------------------------- | ------------- | -------- |
| 1  | 20-04-1970 | Rothmans Sutton Hard Court Championships Sutton |           | Terre (ext.) | Robert Howe | Sally Moore Keith Diepraam | 3-6, 6-3, 6-3 | Parcours |

## Parcours en Grand Chelem (partiel)

### En simple dames
| Année | Championnat d'Australie Open d'Australie | Championnat d'Australie Open d'Australie | Internationaux de France | Internationaux de France | Wimbledon       | Wimbledon        | US National US Open | US National US Open |
| ----- | ---------------------------------------- | ---------------------------------------- | ------------------------ | ------------------------ | --------------- | ---------------- | ------------------- | ------------------- |
| 1961  | -                                        | -                                        | -                        | -                        | 1er tour (1/64) | Angela Mortimer  | -                   | -                   |
| 1963  | -                                        | -                                        | 3e tour (1/16)           | Jan Lehane               | 2e tour (1/32)  | Jan Lehane       | 4e tour (1/8)       | Margaret Smith      |
| 1964  | -                                        | -                                        | 2e tour (1/32)           | Maria Bueno              | 1er tour (1/64) | Judy Tegart      | -                   | -                   |
| 1965  | -                                        | -                                        | 1er tour (1/64)          | Jacqueline Rees          | 4e tour (1/8)   | Nancy Richey     | -                   | -                   |
| 1966  | -                                        | -                                        | -                        | -                        | 2e tour (1/32)  | Ann Haydon-Jones | -                   | -                   |
| 1967  | -                                        | -                                        | 1er tour (1/64)          | Lesley Turner            | 2e tour (1/32)  | Nancy Richey     | 2e tour (1/32)      | Karen Krantzcke     |
| 1968  | -                                        | -                                        | -                        | -                        | 4e tour (1/8)   | Lesley Turner    | 2e tour (1/16)      | P. Bartkowicz       |
| 1969  | -                                        | -                                        | -                        | -                        | 2e tour (1/32)  | P. Bartkowicz    | 2e tour (1/16)      | Nancy Richey        |
| 1970  | -                                        | -                                        | -                        | -                        | 2e tour (1/32)  | Gail Sherriff    | -                   | -                   |
| 1971  | -                                        | -                                        | -                        | -                        | 1er tour (1/64) | Judy Tegart      | 1/4 de finale       | Rosie Casals        |
| 1972  | -                                        | -                                        | -                        | -                        | 2e tour (1/32)  | Laura duPont     | -                   | -                   |
| 1973  | -                                        | -                                        | -                        | -                        | 3e tour (1/16)  | Olga Morozova    | -                   | -                   |
| 1974  | -                                        | -                                        | -                        | -                        | 2e tour (1/32)  | Helga Masthoff   | -                   | -                   |
| 1975  | -                                        | -                                        | -                        | -                        | 1er tour (1/64) | Helen Gourlay    | -                   | -                   |

À droite du résultat, l’ultime adversaire.

### En double dames
| Année | Championnat d'Australie Open d'Australie | Championnat d'Australie Open d'Australie | Internationaux de France    | Internationaux de France | Wimbledon                    | Wimbledon                  | US National US Open       | US National US Open      |
| ----- | ---------------------------------------- | ---------------------------------------- | --------------------------- | ------------------------ | ---------------------------- | -------------------------- | ------------------------- | ------------------------ |
| 1961  | -                                        | -                                        | -                           | -                        | 1er tour (1/32) F. McLennan  | Ilse Buding Karen Herich   | -                         | -                        |
| 1963  | -                                        | -                                        | 1er tour (1/16) C. Pierval  | Nell Truman C. Truman    | 1er tour (1/32) Carol Rosser | Margaret Hunt A. Van Zyl   | -                         | -                        |
| 1964  | -                                        | -                                        | 2e tour (1/16) Carol Rosser | Rosie Darmon M. Salfati  | 1er tour (1/32) Carol Rosser | Rosie Darmon P. Watermeyer | -                         | -                        |
| 1965  | -                                        | -                                        | 3e tour (1/8) Elly Krocké   | Edda Buding A. Van Zyl   | 2e tour (1/16) Winnie Shaw   | Edda Buding H. Schultze    | -                         | -                        |
| 1966  | -                                        | -                                        | -                           | -                        | 1/4 de finale Winnie Shaw    | Maria Bueno Nancy Richey   | -                         | -                        |
| 1967  | -                                        | -                                        | -                           | -                        | 3e tour (1/8) Winnie Shaw    | Maria Bueno Nancy Richey   | 1/2 finale Winnie Shaw    | M. Eisel Donna Floyd     |
| 1968  | -                                        | -                                        | -                           | -                        | 1/4 de finale Winnie Shaw    | Lesley Turner Judy Tegart  | 1/2 finale Virginia Wade  | Rosie Casals B. J. King  |
| 1969  | -                                        | -                                        | -                           | -                        | 3e tour (1/8) Betty Stöve    | M. Smith Judy Tegart       | 1/4 de finale Winnie Shaw | F. Dürr Darlene Hard     |
| 1970  | -                                        | -                                        | -                           | -                        | 3e tour (1/8) A. Van Zyl     | M. Smith Judy Tegart       | -                         | -                        |
| 1971  | -                                        | -                                        | -                           | -                        | 1/4 de finale Patti Hogan    | M. Smith E. Goolagong      | 1/4 de finale Patti Hogan | Rosie Casals Judy Tegart |
| 1972  | -                                        | -                                        | -                           | -                        | 1/2 finale Winnie Shaw       | B. J. King Betty Stöve     | -                         | -                        |
| 1973  | -                                        | -                                        | -                           | -                        | 1/4 de finale Winnie Shaw    | E. Goolagong Janet Young   | -                         | -                        |
| 1974  | -                                        | -                                        | -                           | -                        | 2e tour (1/16) Winnie Shaw   | F. Dürr Betty Stöve        | -                         | -                        |
| 1975  | -                                        | -                                        | -                           | -                        | 3e tour (1/8) Winnie Shaw    | Rosie Casals B. J. King    | -                         | -                        |
| 1976  | -                                        | -                                        | -                           | -                        | 1/4 de finale Winnie Shaw    | L. Charles Sue Mappin      | -                         | -                        |

Sous le résultat, la partenaire ; à droite, l’ultime équipe adverse.

### En double mixte
| Année | Championnat d'Australie Open d'Australie | Championnat d'Australie Open d'Australie | Internationaux de France      | Internationaux de France  | Wimbledon                     | Wimbledon                  | US National US Open         | US National US Open       |
| ----- | ---------------------------------------- | ---------------------------------------- | ----------------------------- | ------------------------- | ----------------------------- | -------------------------- | --------------------------- | ------------------------- |
| 1961  | -                                        | -                                        | -                             | -                         | 2e tour (1/32) Clive Baxter   | S. Lazzarino Ron Holmberg  | -                           | -                         |
| 1963  | -                                        | -                                        | 1er tour (1/32) Frew McMillan | S. Schmitt A. Szikszai    | 2e tour (1/32) Howard Walton  | J. Lieffrig B. Jovanović   | -                           | -                         |
| 1964  | -                                        | -                                        | 2e tour (1/16) Mr Hoggs       | Lesley Turner Fred Stolle | 3e tour (1/16) K. Wooldridge  | M. Smith Ken Fletcher      | -                           | -                         |
| 1965  | -                                        | -                                        | 1er tour (1/32) Doug Kelso    | E. Subirats V. Zarazua    | 3e tour (1/16) K. Wooldridge  | Maria Bueno D. Ralston     | -                           | -                         |
| 1966  | -                                        | -                                        | -                             | -                         | 3e tour (1/16) K. Wooldridge  | F. Dürr Fred Stolle        | -                           | -                         |
| 1967  | -                                        | -                                        | -                             | -                         | 2e tour (1/32) William Hoogs  | F. McLennan Roger Taylor   | 1er tour (1/16) B. Seewagen | B. J. King Owen Davidson  |
| 1968  | -                                        | -                                        | -                             | -                         | 1er tour (1/64) K. Wooldridge | L. Venneboer Hans Pohmann  | -                           | -                         |
| 1969  | -                                        | -                                        | -                             | -                         | 2e tour (1/32) Robert Howe    | Kerry Harris R. Carmichael | 3e tour (1/8) Robert Howe   | Virginia Wade Dick Crealy |
| 1970  | n/a                                      | n/a                                      | -                             | -                         | 2e tour (1/32) David Lloyd    | Olga Morozova A. Metreveli | -                           | -                         |
| 1971  | n/a                                      | n/a                                      | -                             | -                         | 2e tour (1/32) J. Drobný      | Kerry Harris Dick Crealy   | 3e tour (1/8) Robert Howe   | Rosie Casals Ilie Năstase |
| 1972  | n/a                                      | n/a                                      | -                             | -                         | 4e tour (1/8) David Lloyd     | M. Fernández P. Cornejo    | -                           | -                         |
| 1973  | n/a                                      | n/a                                      | -                             | -                         | 3e tour (1/16) Paul Hutchins  | F. Dürr J. Barclay         | -                           | -                         |
| 1975  | n/a                                      | n/a                                      | -                             | -                         | 3e tour (1/8) Pat Cramer      | M. Smith Marty Riessen     | -                           | -                         |
| 1976  | n/a                                      | n/a                                      | -                             | -                         | 1/4 de finale David Lloyd     | Greer Stevens Bob Hewitt   | -                           | -                         |

Sous le résultat, le partenaire ; à droite, l’ultime équipe adverse.

## Parcours en Coupe de la Fédération
| #                                                                            | Date       | Lieu                | Surface      | Gagnante(s)                      | Perdante(s)                      | Score         |          |
|                                                                              |            |                     |              |                                  |                                  |               |          |
| 1969 - 2e tour (groupe mondial) - Belgique - Grande-Bretagne - 0 : 3         |            |                     |              |                                  |                                  |               |          |
| 1                                                                            | 22/05/1969 | Athènes             | Terre (ext.) | Virginia Wade Joyce Barclay      | Christiane Mercelis Ingrid Loeys | 6-4, 6-0      | Parcours |
|                                                                              |            |                     |              |                                  |                                  |               |          |
| 1969 - 1/2 finale (groupe mondial) - Grande-Bretagne - Australie - 0 : 3     |            |                     |              |                                  |                                  |               |          |
| 2                                                                            | 24/05/1969 | Athènes             | Terre (ext.) | Margaret Smith Court Judy Tegart | Virginia Wade Joyce Barclay      | 4-6, 6-2, 6-3 | Parcours |
|                                                                              |            |                     |              |                                  |                                  |               |          |
| 1970 - 2e tour (groupe mondial) - Nouvelle-Zélande - Grande-Bretagne - 0 : 3 |            |                     |              |                                  |                                  |               |          |
| 3                                                                            | 21/05/1970 | Fribourg-en-Brisgau | Terre (ext.) | Winnie Shaw Joyce Barclay        | Robyn Hunt Marilyn Pryde         | 6-3, 6-1      | Parcours |
|                                                                              |            |                     |              |                                  |                                  |               |          |
| 1970 - 1/2 finale (groupe mondial) - Grande-Bretagne - Australie - 0 : 3     |            |                     |              |                                  |                                  |               |          |
| 4                                                                            | 23/05/1970 | Fribourg-en-Brisgau | Terre (ext.) | Karen Krantzcke                  | Joyce Barclay                    | 6-4, 7-5      | Parcours |
|                                                                              |            |                     |              |                                  |                                  |               |          |
| 1972 - 1er tour (groupe mondial) - Japon - Grande-Bretagne - 0 : 3           |            |                     |              |                                  |                                  |               |          |
| 5                                                                            | 20/03/1972 | Johannesburg        | Dur (ext.)   | Virginia Wade Joyce Barclay      | Kimiyo Hatanaka Kazuko Sawamatsu | 6-1, 6-2      | Parcours |
|                                                                              |            |                     |              |                                  |                                  |               |          |
| 1972 - 1/2 finale (groupe mondial) - Australie - Grande-Bretagne - 1 : 2     |            |                     |              |                                  |                                  |               |          |
| 6                                                                            | 24/03/1972 | Johannesburg        | Dur (ext.)   | Virginia Wade Joyce Barclay      | Evonne Goolagong Helen Gourlay   | 6-2, 6-3      | Parcours |
|                                                                              |            |                     |              |                                  |                                  |               |          |
| 1972 - Finale (groupe mondial) - Afrique du Sud - Grande-Bretagne - 2 : 1    |            |                     |              |                                  |                                  |               |          |
| 7                                                                            | 20/03/1972 | Johannesburg        | Dur (ext.)   | Brenda Kirk Pat Pretorius        | Virginia Wade Joyce Barclay      | 6-1, 7-5      | Parcours |
|                                                                              |            |                     |              |                                  |                                  |               |          |
| 1973 - 2e tour (groupe mondial) - Mexique - Grande-Bretagne - 0 : 3          |            |                     |              |                                  |                                  |               |          |
| 8                                                                            | 03/05/1973 | Bad Homburg         | Terre (ext.) | Joyce Barclay                    | Gina Diaz-Ponce                  | 6-4, 3-6, 6-1 | Parcours |
| 8                                                                            | 03/05/1973 | Bad Homburg         | Terre (ext.) | Virginia Wade Joyce Barclay      | Gina Diaz-Ponce Elena Subirats   | 7-5, 9-7      | Parcours |
|                                                                              |            |                     |              |                                  |                                  |               |          |
| 1973 - 1/4 de finale (groupe mondial) - Roumanie - Grande-Bretagne - 2 : 1   |            |                     |              |                                  |                                  |               |          |
| 9                                                                            | 04/05/1973 | Bad Homburg         | Terre (ext.) | Mariana Simionescu               | Joyce Barclay                    | 6-3, 6-8, 6-3 | Parcours |
| 9                                                                            | 04/05/1973 | Bad Homburg         | Terre (ext.) | Judith Gohn Virginia Ruzici      | Virginia Wade Joyce Barclay      | 7-5, 6-2      | Parcours |